# Dryophiops
Dryophiops – rodzaj węży z podrodziny Ahaetuliinae w rodzinie połozowatych (Colubridae).

## Zasięg występowania
Rodzaj obejmuje gatunki występujące w Azji (Kambodża, Tajlandia, Malezja, Singapur, Brunei, Indonezja i Filipiny). 

## Systematyka

### Etymologia
Dryophiops: rodzaj Dryophis Dalman, 1823; ωψ ōps, ωπος ōpos „twarz, oblicze”.

### Podział systematyczny
Do rodzaju należą następujące gatunki: 
- Dryophiops philippina
- Dryophiops rubescens